# Список музеїв Австрії
Це список музеїв Австрії.

## За землями
- Список музеїв Бургенланда
- Список музеїв Каринтії (земля)
- Список музеїв Нижньої Австрії
- Список музеїв Зальцбурга (земля)
- Список музеїв Штирії
- Список музеїв Тіроль (земля)
- Список музеїв Верхньої Австрії
- Список музеїв Відня
- Список музеїв Форарльберга